# Smash Mouth
Smash Mouth — альтернативная рок-группа из Сан-Хосе, штат Калифорния.
Группа была основана в 1994 году Стивеном Харвелом (вокал), Грегом Кампом (гитара, бэк вокал, автор песен группы) и Полом Де Лислом (бас гитара). Группа сменила трёх барабанщиков, последний барабанщик Джейсон Саттер вошёл в состав группы в марте 2006 года. Среди их хитов такие песни, как Walkin' on the Sun и All Star. Изначально группа называлась Smashmouth, но после подписания контракта с Interscope Records группа разбила название на 2 слова Smash Mouth.
Группа частенько принимает за основу стиль ретро, который охватывал несколько десятилетий популярности. Альбом Astro Lounge, выпущенный в 1999 году, считается самым коммерчески успешным альбомом группы.

## История
В 1994 году, бывший участник расформированной рэп группы F.O.S., Стивен Харвелл решил сформировать рок-группу. Его прежним менеджером был Кевин Колеман, который представил ему гитариста Грега Кампа и бас гитариста Пола Де Лисла, оба долгое время играли в панк-группе Lackadaddy. На самой первой репетиции на барабанах играл, именно Колеман. В основном группа играла Ска-панк, который был популярен в то время. Впоследствии Стивен Харвелл утверждал, что группа находилась под большим влиянием именно этой музыки.
Первую известность группа получила в 1996 году, когда на радиостанции KOME, крутили демо запись песни Nervous In The Alley. Сразу после этого группа подписала контракт с Interscope Records и выпустила свой первый альбом Fush Yu Mang в 1997 году. Песня Walkin' on the Sun, стала главным хитом на альбоме. Ироническая лирика в этой песне, представляет Поколение X, которое находится под большим влиянием хиппи, которые расхваливают представление об идеалах мира и любви. Альбом объединил забавные песни и песни, которые выставляют тёмную сторону, например Disconnect the Dots и Nervous In The Alley. После успеха песни Let’s Rock альбом приобрёл статус дважды платинового.
В 1999 году группа выпустила второй альбом Astro Lounge. На этом альбоме, уже меньше слышалось влияние Ска Панка. Критики посчитали альбом слишком сложным и попсовым. Благодаря альбому, группа приобрела множество новых поклонников. Странно, что альбом не получил Parental Advisory в отличие от своего предшественника. Сингл All Star стал популярен в середине 1999 года и был включён в саундтреки к фильмам Таинственные люди, Инспектор Гаджет и, позднее, Шрек и Крысиные бега. Песни Then the Morning Comes, Stoned, Waste, также стали замечательными синглами. Альбом получил трижды платиновую сертификацию. Из-за некоторых проблем барабанщик Кевин Коулман покинул группу и на его место был приглашён Майкл Урбано.
В 2001 году группа выпустила хит I’m a Believer, который вышел как саундтрек к мультфильму Шрек. Также группа выпустила одноимённый альбом — Smash Mouth. Коммерчески альбом стал успешен, возможно, благодаря песне I’m a Believer. Многие признавались, что покупают альбом ради того, чтобы услышать песню I’m a Believer. Тем не менее, альбом имел успех благодаря синглам Holiday In My Head, Pacific Coast Party и Shoes N' Hats. Альбом стал золотым, разойдясь 500 000 копиями.
В 2003 году группа выпускает альбом Get The Picture?, надеясь, что альбом вернёт им былую славу, которую группа потеряла после выхода прошлого альбома. Продажи альбома оказались разочаровывающими — особенно по сравнению с предыдущими — было продано всего лишь 33 000 копий. В том же году группа исполнила кавер-версию песни братьев Шерман "I Wanna Be Like You" для анимационного фильма Книга джунглей 2. Единственная песня, которая стала популярной — You Are My Number One, в то время как Синглы Hang On и Always Gets Her Way провалились. Из-за низких продаж альбома и потери творческого репертуара Interscope Records разрывает контракт с группой.
После подписания контракта с Universal Records, группа выпускает сборник с компиляциями лучших хитов. Альбом содержал несколько хитов из предыдущих альбомов и саундтреки к фильмам, которые группа не выпускала прежде. В некоторых источниках утверждалось, что альбом содержит 18 песен не считая Flo и Beer Goggles. В декабре 2005 года группа выпустила рождественский подарок — альбом Gift of Rock.
Ожидалось, что пятый альбом Smash Mouth под названием Old Habits должен выйти в начале 2006 года. Выход альбома откладывался много раз в надежде привлечь внимание появлениям Стива в реалити-шоу The Surreal Life и, в итоге, не был выпущен. Поклонники были удивлены, когда барабанщик Майкл Урбано (который сильно переживал за группу) ушёл из неё без предупреждений 14 февраля 2006 года из-за творческих разногласий. Smash Mouth выпустил альбом Summer Girl (который включал в себя несколько песен из несостоявшегося альбома), в надежде когда-нибудь выпустить Old Habits. Группа нашла нового барабанщика Джейсона Саттера, который работал в группах American Hi-Fi и The Rembrandts.

## Студийные альбомы
| Год  | Альбом                               | Позиция в чартах | Позиция в чартах | Продажи и сертификация                                         |
| Год  | Альбом                               | US               | US Rock          | Продажи и сертификация                                         |
| ---- | ------------------------------------ | ---------------- | ---------------- | -------------------------------------------------------------- |
| 1997 | Fush Yu Mang - Лейбл: Interscope     | 19               | 2                | - Сертификация: 2x платиновая - Продажи в С. Ш.А.: 2.3 Million |
| 1999 | Astro Lounge - Лейбл: Interscope     | 6                | 1                | - Сертификация: 3x платиновая - Продажи в С. Ш.А.: 3 Million   |
| 2001 | Smash Mouth - Лейбл: Interscope      | 48               | 4                | - Сертификация: золотая - Продажи в С. Ш.А.: 550,000           |
| 2003 | Get the Picture? - Лейбл: Interscope | 100              | 29               | - Сертификация: - - Продажи в С. Ш.А.: 33,000                  |
| 2006 | Summer Girl - Лейбл: Interscope      | -                | -                | - Сертификация: - - Продажи в С. Ш.А.: -                       |
| 2012 | Magic - Лейбл: 429 Records           | -                | -                | - Сертификация: - - Продажи в С. Ш.А.: -                       |

## Позиции синглов
| Год  | Песня                         | Высшая позиция в чарте | Высшая позиция в чарте | Высшая позиция в чарте | Высшая позиция в чарте | Высшая позиция в чарте | Альбом           |
| Год  | Песня                         | US Hot 100             | US Modern Rock         | US Top 40 Mainstream   | US Adult Top 40        | US Dance               | Альбом           |
| ---- | ----------------------------- | ---------------------- | ---------------------- | ---------------------- | ---------------------- | ---------------------- | ---------------- |
| 1997 | Walkin' on the Sun            | -                      | 1                      | 2                      | 1                      | -                      | Fush Yu Mang     |
| 1998 | Why Can’t We Be Friends?      | -                      | 28                     | -                      | -                      | -                      | Fush Yu Mang     |
| 1998 | Can’t Get Enough of You, Baby | -                      | 30                     | 18                     | 14                     | -                      | Astro Lounge     |
| 1999 | All Star                      | 4                      | 2                      | 1                      | 1                      | -                      | Astro Lounge     |
| 1999 | Then the Morning Comes        | 8                      | 26                     | 5                      | 2                      | -                      | Astro Lounge     |
| 2001 | I'm a Believer                | 25                     | -                      | 15                     | 4                      | -                      | Smash Mouth      |
| 2001 | Pacific Coast Party           | 114                    | -                      | 37                     | -                      | 20                     | Smash Mouth      |
| 2003 | You Are My Number One         | -                      | -                      | 40                     | 25                     | 11                     | Get the Picture? |
| 2006 | Story of My Life              | -                      | -                      | -                      | 29                     | -                      | Summer Girl      |
| 2006 | So Insane                     | -                      | -                      | -                      | 25                     | -                      | Summer Girl      |